# Förstakammarvalet i Sverige 1878
Förstakammarvalet i Sverige 1878 var ett val i Sverige. Valet utfördes av landstingen och i de städer som inte hade något landsting utfördes valet av stadsfullmäktige. 1878 fanns det totalt 866 valmän, varav 855 deltog i valet.
I Gävleborgs läns valkrets ägde valet rum den 16 september. I Stockholms läns valkrets, Östergötlands läns valkrets, halva Göteborgs och Bohusläns valkrets, Älvsborgs läns valkrets, Skaraborgs läns valkrets, och 2/3 av Örebro läns valkrets ägde valet rum den 17 september. I Kronobergs läns valkrets, andra halvan av Göteborgs och Bohus läns valkrets, resterande tredjedel av Örebro läns valkrets och Västernorrlands läns valkrets ägde valet rum den 18 september. I Gotlands läns valkrets, halva Kristiandstads läns valkrets, Malmöhus läns valkrets och Västmanlands läns valkrets ägde valet rum den 1 oktober och i andra halvan av Kristiandstads läns valkrets ägde valet rum den 2 oktober. 

## Invalda riksdagsmän
Stockholms läns valkrets:
- Wilhelm Stråle

Östergötlands läns valkrets:
- Gustaf Andersson i Källstad

Kronobergs läns valkrets:
- Knut Knutsson Posse

Gotlands läns valkrets:
- Ernst von Vegesack

Kristianstads läns valkrets:
- Carl Carlheim-Gyllensköld
- Philip von Platen

Malmöhus läns valkrets:
- Petter Olsson, Lmp:s filial

Göteborgs och Bohus läns valkrets:
- Carl af Trampe
- Fredrik Hederstierna, skån

Älvsborgs läns valkrets:
- Otto Carlsund

Skaraborgs läns valkrets:
- Gustaf von Braun
- Fredrik Hierta
- Gilbert Hamilton

Örebro läns valkrets:
- Oscar Evers
- Julius Lindström
- Albert Robson

Västmanlands läns valkrets:
- Henric Sebastian Tham
- Holdo Stråle

Gävleborgs läns valkrets:
- Lennart Wærn

Västernorrlands läns valkrets:
- Johan Erland Gavelius